# Drapeau du Guanajuato
 (mars 2024).
Le drapeau du Guanajuato comprend les armoiries de la collectivité sur un fond blanc avec un marc d'or. La proportion entre la largeur et la longueur du drapeau est de quatre à sept.

## Composition et symbolisme

### Couleurs
| Système de couleur | Blanc | Blanc       | Jaune | Jaune     |
| ------------------ | ----- | ----------- | ----- | --------- |
| Pantone            |       | 3425c       |       | Safe      |
| RGB                |       | 255-255-255 |       | 255-255-0 |
| CMYK               |       | 0-0-0-0-0   |       | 0-0-0-0-0 |
| RGB Hex.           |       | FFFFFF      |       | #F1BF00   |